# Bilingual Today, French Tomorrow
Bilingual Today, French Tomorrow: Trudeau's Master Plan and How it Can be Stopped (en inglés Bilingüe hoy, francés mañana: El plan maestro de Trudeau y cómo se puede detener) fue un libro polémico, editado en 1977 por Jock V. Andrew, oficial naval canadiense retirado, que alegaba que la política oficial de bilingüismo del primer ministro Pierre Trudeau era un complot para transformar Canadá en un país monolingüe en el que sólo se hablaría francés, instituyendo una discriminación lingüística contra los canadienses anglófonos.
El libro inspiró la formación del grupo Alianza para la Conservación del Inglés en Canadá.